# Norbert Barbe

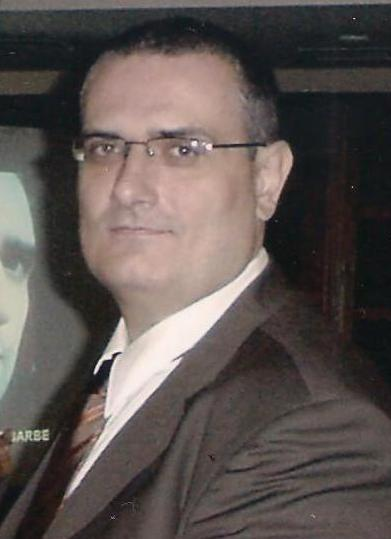
Norbert Barbe (2009)

Norbert-Bertrand Barbe (* 1968 in Frankreich) ist ein Kunsthistoriker, Literaturkritiker, Künstler und Poet. Er ist Ehrenmitglied der Academia Nicaragüense de la Lengua. Er gilt damit als der führende Übersetzer und Verleger der nicaraguanischen Literatur auf Französisch.

## Leben
Barbe wurde als Poet, bildender Künstler, Ästhetiker und Kunsthistoriker bekannt. Er forschte in der Kommunikation. Er ist der Hauptübersetzer und Verleger der nicaraguanischen Literatur in Französisch. Seine Hauptthesen betreffen:
- Abstrakte Kunst, wo er thematische Abstraktion (als Surrealismus) und formale Abstraktion (als abstrakter Expressionismus) unterscheidet[13]
- Die Geburt des zeitgenössischen Denkens[14][15][16][17]
- Die Umkehrung zwischen realen sozialen Handlungen und der Ideologie um sie herum[18][19][20][21][22][23][24]
- Nicaragua als Ort der Verdichtung internationaler Probleme[25][26][27]

## Bücher und Artikel über die Werke von Norbert-Bertrand Barbe
- Ana Santos Ríos: La obra poética y pictórica de Norbert-Bertrand Barbe. Thèse en Littérature Hispanique, Université Catholique UNICA, Managua, 2007
- Claude Lepelley, Michel Sot, Pierre Riché: Haut Moyen-Age: culture, éducation et société, Université de Paris X: Nanterre, Centre de recherches sur l'Antiquité tardive et le haut Moyen Age, Publidix, 1990, S. 7.
- Letopis Matice srpske, Vol. 440–443, U Srpskoj narodnoj zadružnoj štampariji, 2001.
- Lire/Aimer, Connaître/Ecrire, Editer/Publier : du Rêve à la Réalité, in: Un éditeur, un homme, Bull. d'information et Relation L'Estracelle de la Maison de la Poésie Nord-Pas de Calais 4, 2002, S. 30–33.
- Mongi Madini: Deux mille ans de rire, Presses Universitaires de Franche-Comté, 2002, p. 31–40.
- Jorge Eduardo Arellano: Voces indígenas y letras coloniales de Nicaragua y Centroamérica, Managua, PAVSA, 2002, S. 251.
- Agnès Lontrade: Roland Barthes et la théorie esthétique de Norbert-Bertrand Barbe, Critique d'Art 19, primavera 2002, S. 40.
- El regreso del Papalote – Una entrevista de Porfirio García Romano con Norbert-Bertrand Barbe, El Nuevo Diario, 2. August 2002.
- Bruno Chenique: Les dix numéros de la Méduse, La Méduse, Bulletin Informatif de l’Association des Amis de Géricault, Paris, n° 11, September 2002, S. 1.
- Carlos Mántica: El habla nicaragüense. Hispamer, Managua 2004, S. 153–156.
- Livre Suisse 13–16, Schweizerischer Buchhändler- und Verlegerverein, 2004, S. 2028, 2113.
- William J. Thompson: French XX Bibliography: A Bibliography for the Study of French Literature since 1885, Susquehanna University Press, 2004, v. 55, S. 18098.
- Erick Aguirre: Las traiciones de Norbert-Bertrand Barbe, El Nuevo Diario, 1. Oktober 2005, S. 9–11.
- Luis Gonzalo Ferreyra: La Morale de l'émergence chez Arturo Andrés Roig, tesis bajo la dirección de Patrice Vermeren, Paris VIII Vincennes/Saint-Denis, Dto de Filosofía, 2005.
- Éric Peltier: Revues et magazines: guide des périodiques à l'intention des bibliothèques publiques, Editions du Cercle de La Librairie, Paris 2006, S. 176–189.
- Livres de France 297–298, Éditions professionelles du livre, 2006, S. 6, 113, 148.
- Inés Izquierdo Miller: A Puerta Cerrada en la ciudad de León, in: La Prensa, 22. Juli 2006, S. 9B.
- Martin Mulligan,  Calle Arte-Granada se toma Plaza de la Independencia, El Nuevo Diario, 7/11/2006.
- Ana Santos Ríos: La Obra poética y pictórica de Norbert-Bertrand Barbe, thesis in Hispanic Literature, Catholic University, Managua 2007.
- Anales de Literatura hispanoamericana, Universidad Complutense de Madrid, Cátedra de Literatura Hispanoamericana, v. 32, 2007, S. 127.
- Sergio Ramírez: Tambor olvidado. Aguilar, Madrid 2007, S. 268–270.
- Rocío Oviedo Pérez de Toleda: Herencia y Centenarios. Noticias de Rubén Darío en el Nuevo Milenio. Anales de Literatura Hispanoamericana, 2007, v. 36, S. 127.
- Rebecca Arcía M.: Celebran al mejor reportero, in: La Prensa, 23. Januar 2007.
- Jorge Eduardo Arellano: Hacia la momificación de Don Sal, in: El Nuevo Diario, 12. Juni 2007.
- En los recintos poéticos del Dr. Barbe, in: El Nuevo Diario, 19. Juli 2007.
- Arnulfo Argüello: Arte Contemporáneo, in: La Prensa Literaria, 17. November 2007.
- Adelina Morris: Un Coup de Dés : ou Stéphane Mallarmé et la question de l’art abstrait,  Modern and Contemporary France, Februar 2008, v. 16, Nr. 1, S. 76–77.
- Gill Allwood: Modern & Contemporary France, 1469–1869, The Journal of the Association for the Study of Modern & Contemporary France, Routledge Francis & Taylor Group, v. 16 (1), 2008, S. 73–107.
- William J. Thompson: French XX Bibliography: A Bibliography for the Study of French Literature since 1885, Associated University Press, 2008, v. 59, S. 19795.
- Steven F. White, Esthela Calderón: Culture and customs of Nicaragua, Greenwood Press, 2008, S. 171–172.
- Escritores distinguidos, in: La Prensa Literaria, 10. Januar 2009, S. 2.
- Francisco Ruiz Udiel: Fusión de artes visuales en Granada, in: El Nuevo Diario, 29. Oktober 2009.
- Carlos Mántica: Escrudiñando El Güegüence. Hispamer, Managua 2010, S. 7.
- Artiste Francais: Raymond Savignac, Norbert Bertrand Barbe, Lucien Begule, Henri Goetz, Jean Lurat, Liste Des Artistes Français, General Books, 2010.
- Jacques Halbbronn: Le livre blanc de l'astrologie. La Grande Conjonction, Paris 2011, S. 106.